# Comuna Semenivka, Lîpova Dolîna
Semenivka (în ucraineană Семенівка) este o comună în raionul Lîpova Dolîna, regiunea Sumî, Ucraina, formată din satele Novosemenivka și Semenivka (reședința).

## Demografie
Componența lingvistică a comunei Semenivka
     Ucraineană (98,92%)
     Alte limbi (0,98%)
Conform recensământului din 2001, majoritatea populației comunei Semenivka era vorbitoare de ucraineană (98,92%), existând în minoritate și vorbitori de alte limbi.